# Liste des sénateurs de la Somme

Somme sur la carte des départements de France.

## VeRépublique

### Depuis 2020
|  | Identité         | Étiquette | Groupe | Autres mandats                                     |
|  | ---------------- | --------- | ------ | -------------------------------------------------- |
|  | Stéphane Demilly | UDI       | UC     | Député de la cinquième circonscription de la Somme |
|  | Laurent Somon    | LR        | LR     | Président du conseil départemental de la Somme     |
|  | Rémi Cardon      | PS        | SER    | Conseiller municipal de Camon                      |

### 2014-2020
|  | Identité          | Étiquette     | Groupe        | Autres mandats                             |
|  | ----------------- | ------------- | ------------- | ------------------------------------------ |
|  | Jérôme Bignon     | UMP puis Agir | UMP puis RTLI | Conseiller général d'Oisemont              |
|  | Daniel Dubois     | UDI           | UDI-UC        | Conseiller général d'Ailly-le-Haut-Clocher |
|  | Christian Manable | PS            | SOC           | Président du conseil général de la Somme   |

### 2004-2014
|  | Identité      | Étiquette | Groupe | Autres mandats                           |
|  | ------------- | --------- | ------ | ---------------------------------------- |
|  | Marcel Deneux | UDF       | UC     | Adjoint à Beaucamps-le-Vieux             |
|  | Daniel Dubois | UDF       | UC     | Président du conseil général de la Somme |
|  | Pierre Martin | UMP       | UMP    | Maire d'Hallencourt                      |

### 1995 - 2004
|  | Identité        | Étiquette | Groupe | Autres mandats                           |
|  | --------------- | --------- | ------ | ---------------------------------------- |
|  | Fernand Demilly | UDF-FD    | RDSE   | Président du conseil général de la Somme |
|  | Marcel Deneux   | UDF-FD    | UC     | Adjoint à Beaucamps-le-Vieux             |
|  | Pierre Martin   | RPR       | RPR    | Maire d'Hallencourt                      |

### 1986 - 1995
|  | Identité               | Étiquette | Groupe | Autres mandats                                           |
|  | ---------------------- | --------- | ------ | -------------------------------------------------------- |
|  | Max Lejeune            | UDF-PSD   | RDE    | Président du conseil général de la Somme ancien ministre |
|  | Charles-Edmond Lenglet | DVD       | RDE    | Maire de Fréchencourt                                    |
|  | Jacques Mossion        | UDF-CDS   | UC     | Maire de Doullens                                        |

### 1977 - 1986
|  | Identité               | Étiquette | Groupe | Autres mandats                           |
|  | ---------------------- | --------- | ------ | ---------------------------------------- |
|  | Max Lejeune            | MDSF      | GD     | Président du conseil général de la Somme |
|  | Charles-Edmond Lenglet | DVG       | GD     | Maire de Fréchencourt                    |
|  | Jacques Mossion        | DVD       | UCDP   | Maire de Doullens                        |

### 1968 - 1977
|  | Identité            | Étiquette | Groupe | Autres mandats                     |
|  | ------------------- | --------- | ------ | ---------------------------------- |
|  | Raymond de Wazières | Rad.      | GD     | Maire d'Acheux-en-Amiénois         |
|  | Pierre Garet        | RI        | RI     | Ancien ministre (décède en 1972)   |
|  | Pierre Maille       | CD        | UCDP   | Maire de Doullens (décède en 1973) |

|  | Identité            | Étiquette | Groupe | Autres mandats                                          |
|  | ------------------- | --------- | ------ | ------------------------------------------------------- |
|  | Raymond de Wazières | Rad.      | GD     | Maire d'Acheux-en-Amiénois                              |
|  | Ernest Reptin       | RI        | RI     | remplace Pierre Garet en 1972 jusqu'à son décès en 1976 |
|  | Gabrielle Scellier  | CD        | UCDP   | remplace Pierre Maille en 1973 à la suite de son décès  |

### 1959 - 1968
|  | Identité            | Étiquette | Groupe | Autres mandats                                          |
|  | ------------------- | --------- | ------ | ------------------------------------------------------- |
|  | Omer Capelle        | CNI       | CRARS  | Conseiller municipal de Villers-Faucon (décède en 1966) |
|  | Raymond de Wazières | Rad.      | GD     | Maire d'Acheux-en-Amiénois                              |
|  | Pierre Garet        | RI        | RI     | Ancien ministre                                         |

|  | Identité            | Étiquette | Groupe | Autres mandats                                        |
|  | ------------------- | --------- | ------ | ----------------------------------------------------- |
|  | Raymond de Wazières | Rad.      | GD     | Maire d'Acheux-en-Amiénois                            |
|  | Pierre Garet        | RI        | RI     | Ancien ministre                                       |
|  | Pierre Maille       | CD        | RPCD   | remplace Omer Capelle en 1966 à la suite de son décès |

## IVeRépublique

### 1952-1958
|  | Identité           | Étiquette | Groupe | Autres mandats                         |
|  | ------------------ | --------- | ------ | -------------------------------------- |
|  | Omer Capelle       | RPF       | CRARS  | Conseiller municipal de Villers-Faucon |
|  | Marcelle Delabie   | Rad.      | GDRGR  | élue députée en novembre 1958          |
|  | Jean Gilbert-Jules | Rad.      | GDRGR  | Conseiller général de Chaulnes         |

### 1948-1952
|  | Identité           | Étiquette | Groupe | Autres mandats                         |
|  | ------------------ | --------- | ------ | -------------------------------------- |
|  | Omer Capelle       | RPF       | CRARS  | Conseiller municipal de Villers-Faucon |
|  | Marcelle Delabie   | Rad.      | RGRGD  | Conseillère général de Gamaches        |
|  | Jean Gilbert-Jules | Rad.      | RGRGD  | Conseiller général de Chaulnes         |

### 1946-1948
|  | Identité          | Étiquette | Groupe | Autres mandats                         |
|  | ----------------- | --------- | ------ | -------------------------------------- |
|  | Paul Duclercq     | MRP       | MRP    | Conseiller municipal d'Abbeville       |
|  | Augustin Dujardin | PCF       | COM    | Conseillère général d'Amiens (Sud-Est) |

## IIIeRépublique
- Charles de Dompierre d'Hornoy de 1876 à 1882
- Marie-Joseph Vaysse de Rainneville de 1876 à 1882
- Albert Dauphin de 1876 à 1898
- Henri Labitte de 1882 à 1885
- Victor Magniez de 1882 à 1890
- Frédéric Petit de 1886 à 1895
- Gustave-Louis Jametel de 1890 à 1893
- Achille Bernot de 1893 à 1909
- Louis Froment de 1895 à 1909
- Alfred Maquennehen de 1899 à 1900 et de 1909 à 1915
- Paul Tellier de 1900 à 1904
- Henri Raquet de 1901 à 1909
- Gustave Trannoy de 1905 à 1907
- Ernest Cauvin de 1907 à 1922
- Alphonse Fiquet de 1909 à 1916
- Albert Rousé de 1909 à 1920
- René Gouge de 1920 à 1925
- Paul Thuillier-Buridard de 1920 à 1926
- Amédée Pierrin de 1920 à 1936
- Anatole Jovelet de 1923 à 1940
- Louis-Lucien Klotz de 1925 à 1928
- Edmond Cavillon de 1926 à 1936
- Henry Bourdeaux de 1929 à 1940
- Gérard de Berny de 1936 à 1940
- Joseph Harent de 1936 à 1940